# Saint-Patrice-de-Claids
Saint-Patrice-de-Claids ist eine französische Gemeinde mit 177 Einwohnern (Stand: 1. Januar 2022) im Département Manche in der Region Normandie. Sie gehört zum Arrondissement Coutances und zum Kanton Créances. 
Sie grenzt im Norden an Laulne, im Nordosten an Gorges, im Osten an Gonfreville, im Südosten an Périers, im Süden an Millières und im Westen an Vesly.

## Bevölkerungsentwicklung
| Jahr      | 1962 | 1968 | 1975 | 1982 | 1990 | 1999 | 2008 | 2018 |
| --------- | ---- | ---- | ---- | ---- | ---- | ---- | ---- | ---- |
| Einwohner | 252  | 241  | 189  | 165  | 180  | 163  | 157  | 179  |

## Sehenswürdigkeiten

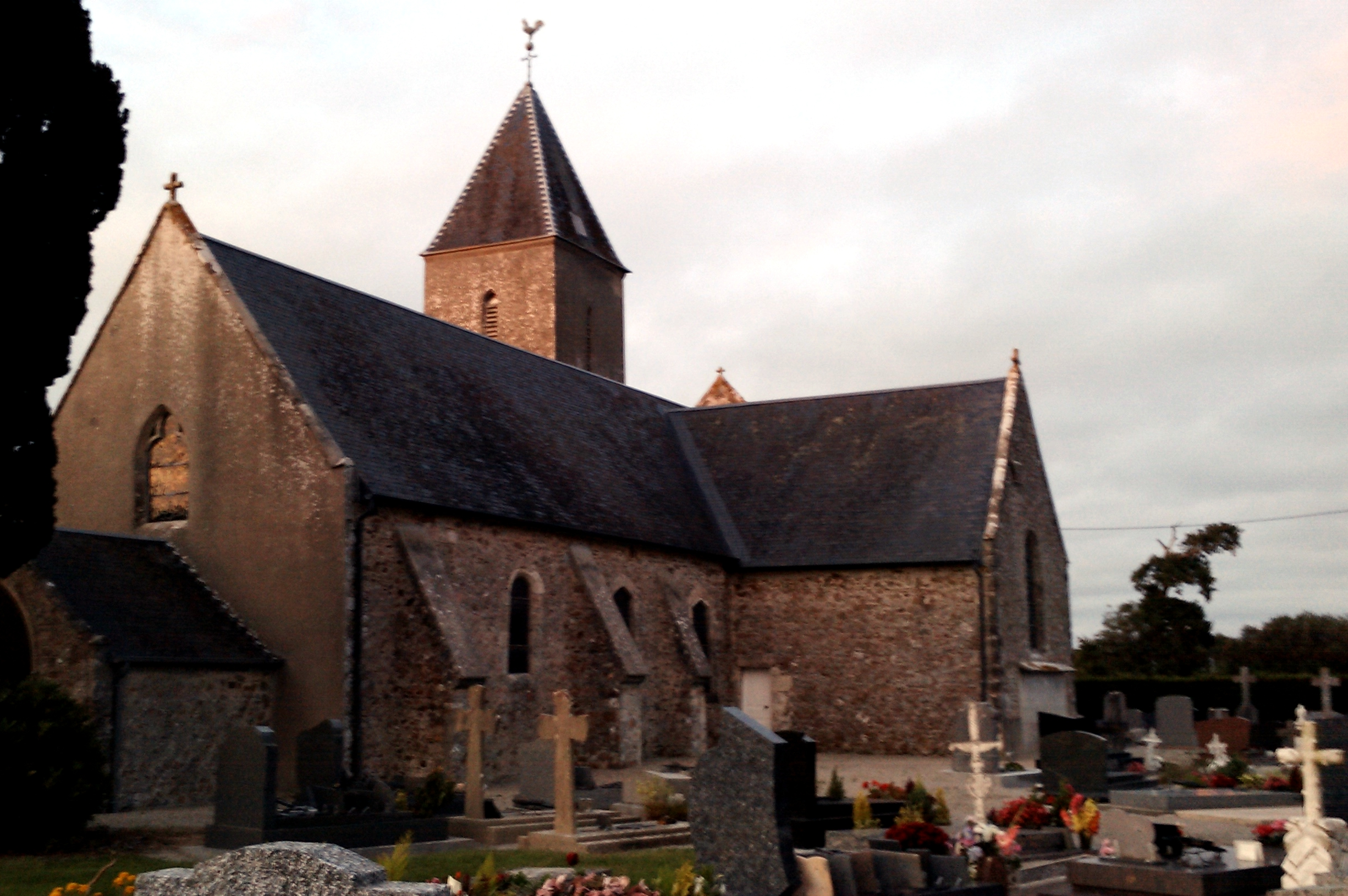
Kirche Saint-Patrice
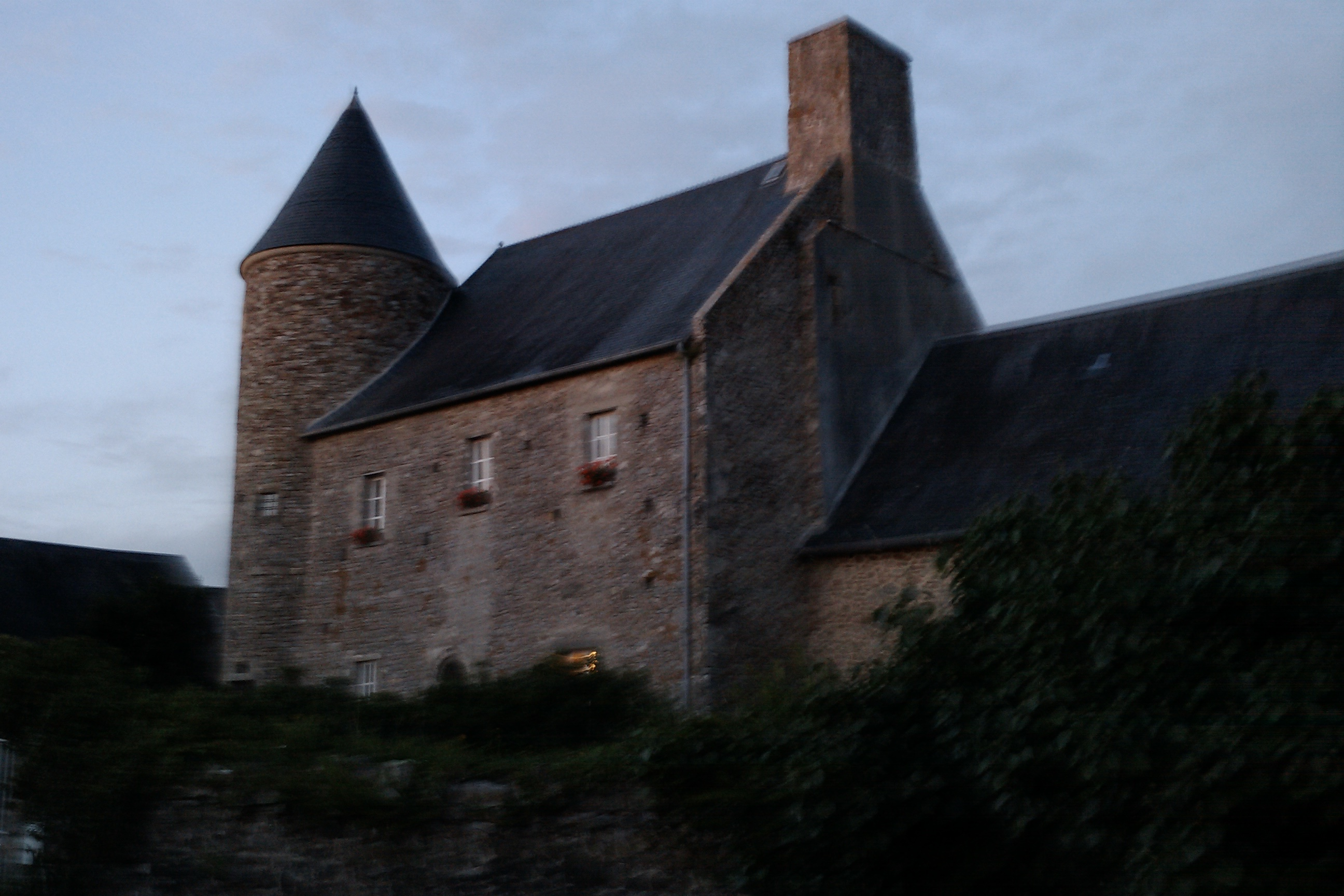
Manoir de La Guerrie, Herrenhaus

- Kirche Saint-Patrice
- Manoir de La Guerrie